# 山田史生
山田 史生（やまだ ふみお、1959年5月17日 - ）は、日本の文学研究者、弘前大学教育学部・国語教育講座教授。専門は中国哲学。博士（文学）。
福井県出身。趣味は囲碁で、特技は尺八。尺八については根笹派錦風流尺八の青森県技芸保持者。

## 経歴
- 1978年 - 福井県立藤島高等学校卒業
- 1978年 - 東北大学文学部入学
- 1982年 - 東北大学文学部卒業
- 1982年 - 東北大学大学院文学研究科博士前期課程進学
- 1984年 - 東北大学大学院文学研究科博士前期課程修了
- 1984年 - 東北大学大学院文学研究科博士後期課程進学
- 1988年 - 東北大学大学院文学研究科博士後期課程単位取得退学
- 1988年 - 弘前大学教養学部講師
- 1991年 - 弘前大学教養学部助教授
- 1997年 - 弘前大学教育学部助教授
- 2004年 - 弘前大学教育学部教授
- 2025年 - 弘前大学を定年退職

## 著書
- 『渾沌（カオス）への視座　哲学としての華厳仏教』春秋社、1999年
- 『日曜日に読む『荘子』』ちくま新書、2007年
- 『脱世間のすすめ　漢文に学ぶもう少し楽に生きるヒント』祥伝社、2008年
- 『門無き門より入れ　精読「無門関」』大蔵出版、2008年
- 『受験生のための一夜漬け漢文教室』ちくまプリマー新書、2008年
- 『もしも老子と出会ったら』光文社新書、2009年
- 『下から目線で読む「孫子」』ちくま新書、2010年
- 『孔子はこう考えた』ちくまプリマー新書、2011年
- 『中国古典「名言200」』三笠書房、2011年
- 『絶望しそうになったら道元を読め！　『正法眼蔵』の「現成公案」だけを熟読 する』光文社新書、2012年
- 『はじめての「禅問答」　自分を打ち破るために読め！』光文社新書、2013年
- 『全訳　論語』東京堂出版、2014年
- 『禅とキリスト教　人生の処方箋』東京堂出版、2016年（ニック・ベランドと共著）
- 『禅問答100撰』東京堂出版、2017年
- 『龐居士の語録　　さあこい！禅問答』東方書店、2019年
- 『物語として読む　　全訳論語・決定版』トランスビュー、2019年
- 『哲学として読む老子』トランスビュー、2020年
- 『クセになる禅問答　考えることが楽しくなる珠玉の対話３８』ダイヤモンド社、2023年
- 『荘子の哲学』トランスビュー、2025年